# Joseph Bor
Joseph Bor, Josef Bondy de son vrai nom, né le 2 juillet 1906 à Mährisch-Ostrau en margraviat de Moravie et décédé à Prague le 31 janvier 1979, était un juriste de nationalité tchécoslovaque.
Pendant la Seconde Guerre mondiale, il a été interné dans le camp de concentration de Theresienstadt en juin 1942 après un attentat perpétré par la résistance tchèque contre le dirigeant nazi Reinhard Heydrich. Il a trente-six ans. Son père meurt à Terezin et sa sœur, son mari et ses deux enfants, sont déportés en Pologne et assassinés. En octobre 1944, Bor est transféré au camp de concentration et d'extermination d'Auschwitz, où sa mère, sa femme et ses deux enfants sont immédiatement gazés ; lui travaillant à l'usine IG Farben. À la liquidation du camp, il est envoyé à Buchenwald. À la libération des camps en avril 1945, Joseph Bor s'installe à Prague.
En 1963, il publie son témoignage romancé dans Le Requiem de Terezin (titre original : Terezinské rekviem) traduit en français par Zdenka et Raymond Datheil en 1966. Réédité, cet ouvrage est récompensé du prix des lecteurs en 2008. L'ouvrage, inspiré d'une histoire vraie, raconte les péripéties du pianiste et chef d’orchestre tchèque Rafael Schächter, pour donner une représentation du Requiem de Verdi, avec cent cinquante choristes, deux pianos à la place de l'orchestre et quatre solistes.